# Sarosa lutibasis
Sarosa lutibasis là một loài bướm đêm thuộc phân họ Arctiinae, họ Erebidae.